# Молибдат лития
Молибда́т ли́тия — неорганическое соединение,
соль лития и молибденовой кислоты с формулой Li2MoO4,
бесцветные (белые) кристаллы,
растворяется в воде, слегка гигроскопично.

## Получение
Синтезируется методом твердофазного синтеза из стехиометрической смеси порошков MoO3 и Li2CO3 нагревом и выдерживанием выше температуры плавления продукта синтеза с последующей перекристаллизацией из водного раствора. Возможно выращивание из расплава крупных (с характерными размерами несколько сотен куб. см) прозрачных монокристаллов методом Чохральского.

## Физические свойства
Молибдат лития образует бесцветные (белые) кристаллы
тригональной сингонии, пространственная группа P 32, параметры ячейки a = 1,4362 нм, c = 0,9602 нм, Z = 18.
Кристаллическая структура изотипична фенакиту Be2SiO4. Плотность, определяемая рентгеноструктурным анализом, равна 3,07 г/см3, макроскопическая плотность может быть ниже (3,02—3,03 г/см3) из-за дефектов кристаллической решётки. В некоторых источниках ошибочно указана плотность 2,66 г/см3, которая в действительности относится к кристаллогидрату.
При температурах 8—10 К люминесцирует с максимумом люминесценции на длине волны 580—600 нм. При поднятии температуры до 85 К люминесценция ослабевает примерно вдвое, а при комнатной температуре — в 5 раз. Кроме того, молибдат лития проявляет долговременную фосфоресценцию с характерным временем порядка 100 секунд, а также термостимулированную люминесценцию при нагреве от криогенной до комнатной температуры. Монокристаллы обладают оптической анизотропией.
Растворяется в воде. При 25 °C растворимость составляет 44,40 мас.%.

## Применение
- Используется как ингибитор коррозии в бромид-литиевых абсорбционных холодильных машинах.
- Предложено использование монокристаллов молибдата лития в качестве сцинтиллирующих криогенных болометров, работающих при температурах ~10 милликельвинов, для детектирования редких ядерных процессов[1][4].
- Нанотрубки из молибдата лития, покрытые углеродом, могут быть использованы в качестве анода в литий-ионных аккумуляторах[6].